# Joan Brunet i Mauri
|  | Per a altres significats, vegeu «Joan Brunet». |

Joan Brunet i Mauri (Sabadell, Vallès Occidental, 25 de desembre de 1948) és un periodista català. Es va llicenciar en Ciències de la Informació per la Universitat Autònoma de Barcelona i es va especialitzar en comunicació pública d'empreses i organitzacions.
De 2001 a 2005 fou president de la Demarcació de Barcelona (2001-2003) i degà del Col·legi de Periodistes de Catalunya (2003-2005). També fou director del Centre Internacional de Premsa de Barcelona entre 1988 i 1997 i ocupà càrrecs de màxima responsabilitat, sempre en l'àmbit de la comunicació institucional i corporativa, a l'Ajuntament de Sabadell (1979-1983), a la Diputació de Barcelona (1983-1988), a la Universitat Pompeu Fabra (1997-2002), a l'Associació/Col·legi d'Enginyers Industrials de Catalunya (2002-2003) i a la Universitat Politècnica de Catalunya (2003-2013). El 13 de novembre de 2013 és elegit director de la Fundació Bosch i Cardellach de Sabadell, càrrec que ha ostentat fins al 14 de setembre de 2017. Des de gener de 2018 i fins a maig de 2023 ha estat president de l'Associació Êthos. També ha estat fundador i president de l'Associació Catalana d'Informadors de l'Administració Local (ACIAL) (1983-1985), i vicepresident del Cercle per al Coneixement – Barcelona Breakfast (2007-2009). Fou també membre del Comitè Institucional d'Ètica Assistencial del Parc Taulí de Sabadell (2012-2014).
Anteriorment va col·laborar a Ràdio Juventud de Sabadell, Ràdio Sabadell, Ca N'Oriac, TS, Vallès/exprés, La Veu de la Ciutat, i l'Avui (corresponsal a Sabadell entre els anys 1976-1979). El 1979 va ser nomenat director del Servei de Publicacions i Informació de l'Ajuntament de Sabadell. Uns anys més tard, va passar a dirigir la revista institucional Arrel i després el Servei de Comunicació de la Diputació de Barcelona (1983-1988). Des de l'any 1992 i fins al 2022 el periodista sabadellenc va publicar, setmanalment, un article d'opinió a Diari de Sabadell i des del 2003 participa en les tertúlies de Ràdio Sabadell. Prèviament havia estat tertulià a Catalunya Ràdio i a Ràdio 4 així com col·laborador dEl 9 Nou i dEl Periòdic d'Andorra, d'entre altres publicacions.